# Abdou Diakhate
Abdou Diakhate (Dakar, 31 december 1998) is een Senegalese profvoetballer die als middenvelder speelt. Hij wordt door Parma uitgeleend aan Lokeren.

## Clubcarrière
Diakhaté begon zijn voetbalcarrière bij de jeugdacademie van ACF Fiorentina in 2013. Op 25 januari 2019 ondertekende hij een professioneel contract bij Parma. Vier maanden later maakte hij zijn profdebuut voor Parma: op de slotspeeldag van de Serie A mocht hij tegen AS Roma in de slotfase invallen voor Mattia Sprocati.
In juli 2019 werd Diakhaté voor één seizoen uitgeleend aan de Belgische tweedeklasser KSC Lokeren. 